# Cleistogenes squarrosa
Cleistogenes squarrosa är en gräsart som först beskrevs av Carl Bernhard von Trinius och Carl Friedrich von Ledebour, och fick sitt nu gällande namn av Yi Li Keng. Cleistogenes squarrosa ingår i släktet Cleistogenes, och familjen gräs. Inga underarter finns listade i Catalogue of Life.